# Baidu Baike
Baidu Baike (kinesiska: 百度百科?, pinyin: Bǎidù Bǎikē); översatt: Baidu encyklopedi) är en kinesiskspråkig webbaserad encyklopedi från det kinesiska företaget Baidu. Baidu Baike är kraftigt själv-censurerad i linje med statliga regleringar.
Testversionen av Baidu Baike öppnades den 20 april 2006, och inom tre veckor hade encyklopedin vuxit till mer än 90 000 artiklar, vilket då var mer än det kinesiska Wikipedia hade vid tidpunkten. År 2008 gick Baike.com (då vid namnet Hudong) om Baidu Baike i antalet artiklar. Sedan februari 2013, har Baidu Baike mer än 5,9 miljoner artiklar, skrivet av över 2,6 miljoner användare, vilket är mer än engelska Wikipedia.

## Innehåll

### Stil och gränssnitt
Artiklarnas layout är enkel, endast fet text och hyperlänkar förekommer i artikeltexten, kommentarer listas längst ned under artiklarna. Bland de wiki-lika funktionerna finns funktioner för att redigera, kommentera, skriva ut artiklar samt granska artiklarnas historik.

## Principer
Artiklar och kommentarer som innehåller följande typer av innehåll tas bort: 
1. Pornografiskt, våldsamt, hemsk och ociviliserat innehåll
2. Reklam
3. Reaktionärt innehåll
4. Personangrepp
5. Innehåll mot moral och etik
6. Skadliga, triviala eller spam-liknande innehåll